# Allium hamedanense
Allium hamedanense är en amaryllisväxtart som beskrevs av Reinhard M. Fritsch. Allium hamedanense ingår i släktet lökar, och familjen amaryllisväxter.
Artens utbredningsområde är Iran. Inga underarter finns listade i Catalogue of Life.